# راست‌دستی و چپ‌دستی
راست‌دستی و چپ‌دستی به معنای تمایل طبیعی افراد در بهره‌گیری بیشتر از دست راست یا دست چپ برای انجام کارهای گوناگون و به‌ویژه نوشتن است. بیشتر انسان‌ها راست‌دست هستند و برای انجام کارهای روزانه، بیشتر از دست راست خود استفاده می‌کنند. در مقابل، درصد کمتری از انسان‌ها چپ‌دست هستند. یکسان‌دستان

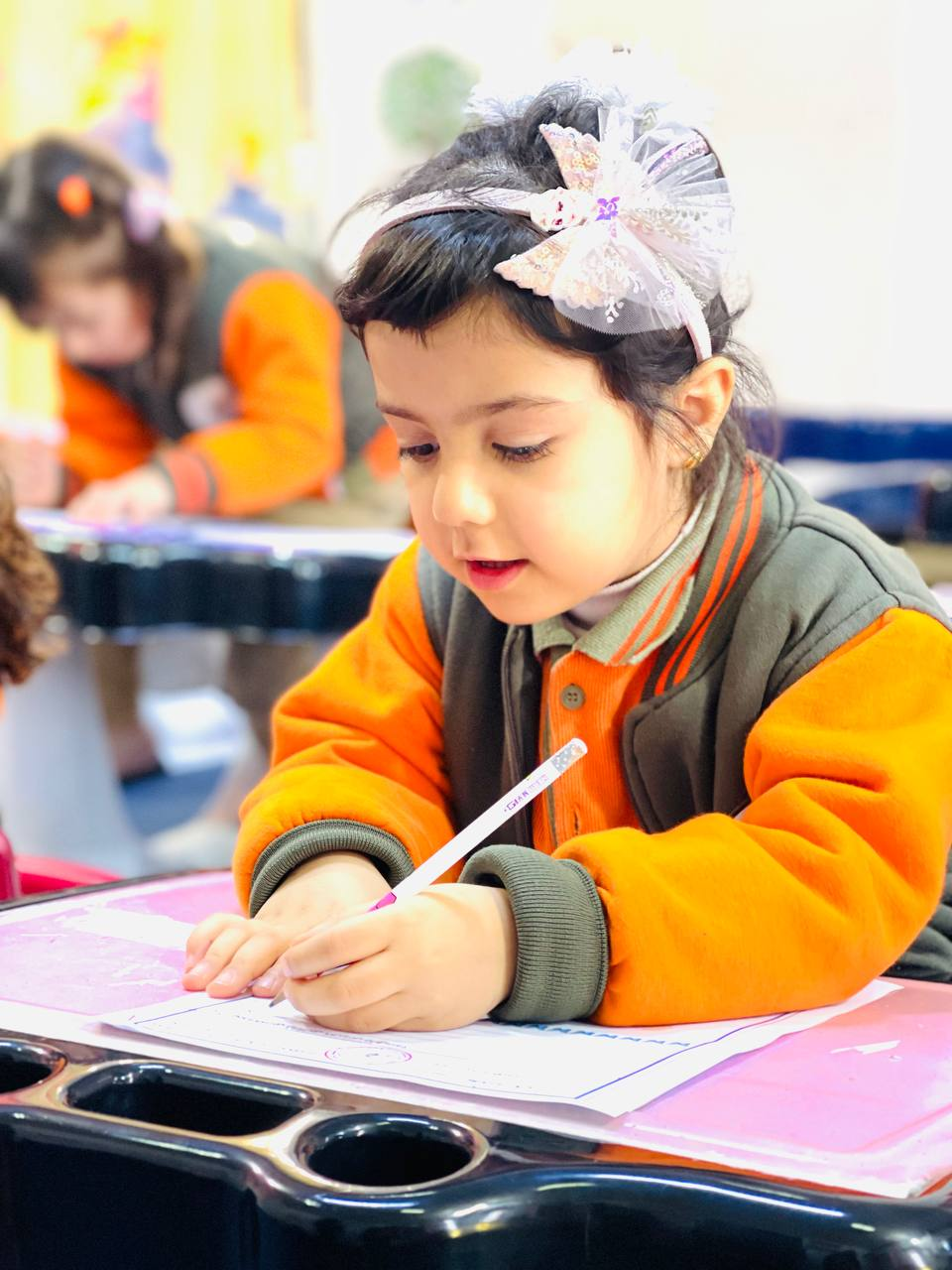
دختری با دست چپش می نویسد

گروه خیلی کوچکی از انسان‌ها هستند که توانایی استفاده از دست چپ و راست را به‌طور یکسان دارند. غالب بودن دست طی سالهای سه تا شش زندگی مشخص می‌شود. اگر غالب بودن دست زودتر از سه سالگی مشخص گردد احتمال وجود بیماری‌هایی چون فلج مغزی وجود خواهد داشت

## آمار راست‌دستان
بر پایه پژوهش‌های گوناگون بین ۷۰ تا ۹۰ درصد جمعیت جوامع گوناگون، راست‌دست هستند. بقیهٔ این افراد عمدتاً چپ‌دست هستند. درصد بسیار کمی نیز توانایی استفاده از دو دست را دارند که یکسان‌دست یا دو سو توان نامیده می‌شوند. ۲۳ مرداد (۱۳ اوت) هر سال به نام روز جهانی چپ‌دست‌ها نامگذاری شده‌است. نام این روز در سال ۱۹۷۶ (میلادی) برابر با ۱۳۵۵ (خورشیدی) پیشنهاد شد و به تصویب رسید.

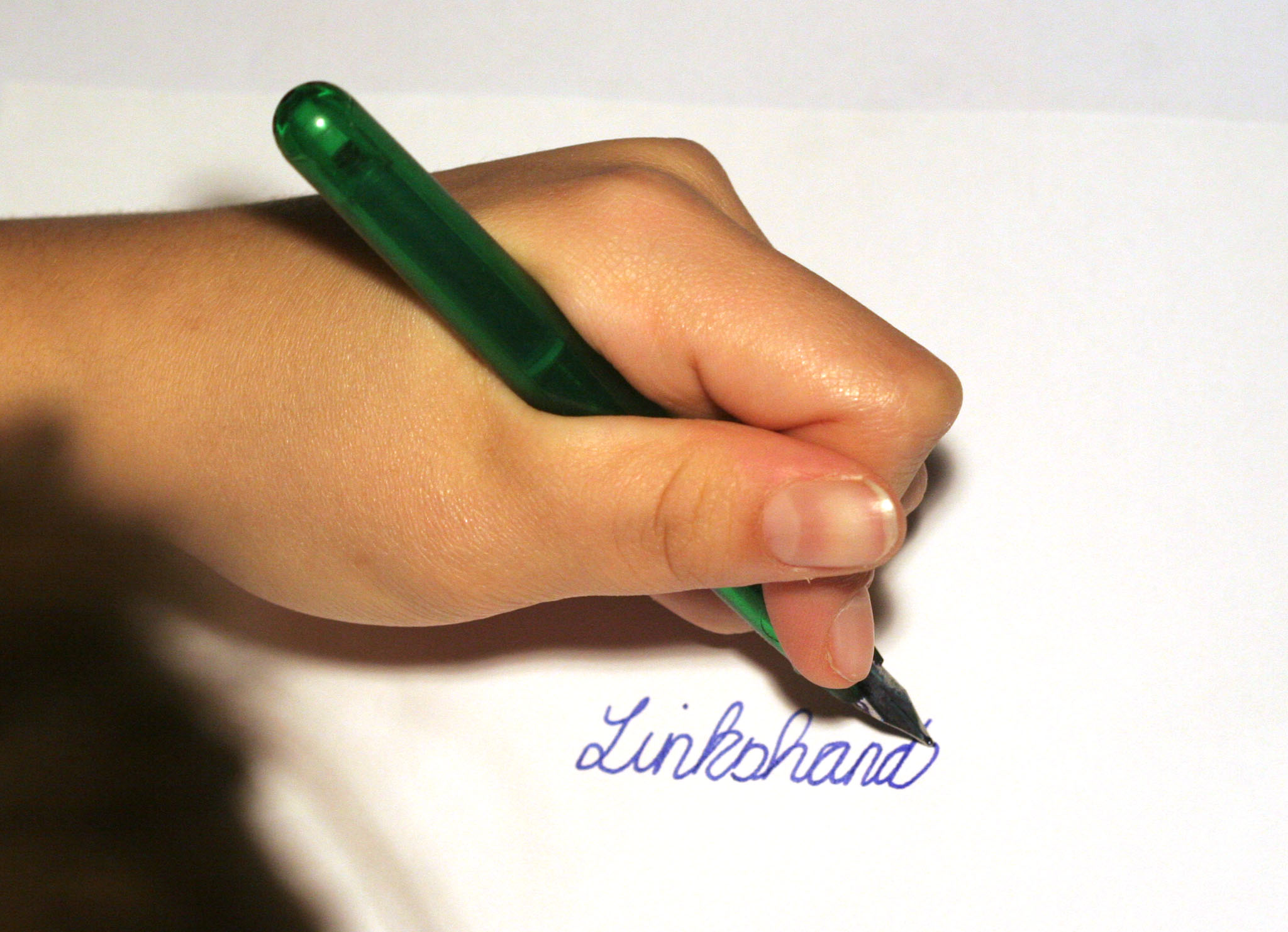
شخصی در حال نوشتن واژهٔ «Linkshänder» (در آلمانی به‌معنی «چپ‌دست») با دست چپ

## علل راست‌دستی و چپ‌دستی
هنوز دلیل قطعی تعیین دست مشخص نیست. گمان می‌رود که چپ‌دست بودن، ۲۵ درصد به ژنتیک و ۷۵ درصد به محیط مرتبط باشد. معمولاً نوزادان توانایی استفاده از هر دو دست را دارند و پس از چند ماه چپ‌دست یا راست‌دست می‌شوند. نظریه‌های مختلف، وراثت، یادگیری و فعالیت‌های مغزی در دوران جنینی و رشد را عامل تعیین چپ‌دستی یا راست‌دستی می‌دانند.
یافته‌های پژوهشگران دانشگاه ام.آی.تی. (مؤسسه فناوری ماساچوست) آمریکا نشان می‌دهد که در رحم مادر، مغز کودکان چپ‌دست آزادانه‌تر از مغز کودکان راست‌دست رشد می‌کند.
پژوهشگران دانشگاه آکسفورد، ژنی را کشف کردند که گمان می‌رود عامل بروز چپ‌دستی باشد. در افراد دارای این ژن، دو نیمکره چپ و راست مغز هماهنگی بهتری با هم دارند. افراد چپ‌دست احتمالاً مهارت‌های زبانی بهتری دارند. همچنین خطر ابتلا به اسکیزوفرنی در افراد چپ‌دست، کمی بیشتر و به بیماری پارکینسون اندکی کمتر است.

## دیدگاه اجتماعی و فرهنگی
چپ‌دستی در بسیاری از جوامع، نوعی ناهنجاری و عادت ناپسند محسوب می‌شده‌است و معمولاً سعی بر این بوده که کودکان را به استفاده از دست راست تشویق کنند. Sinister در زبان لاتین به معنای چپ است و همزمان به معنی شوم و بد یُمنی است. در زبان فرانسوی، Gauche برای دو واژه چپ و ناشی بکار می‌رود و در زبان آلمانی، Linkisch به معنی چپ‌دست و آدم ناجور است.

## چپ‌دستان سرشناس

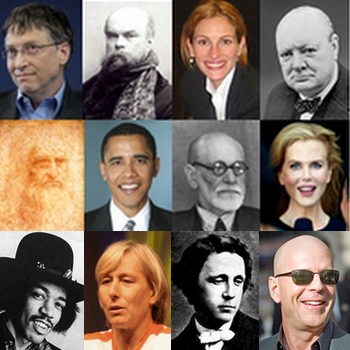
چپ دستان مشهور در تاریخ انسان

### چپ‌دستان مشهور
نشریهٔ فایننشیال تایمز گزارشی داده که تعداد مدیران چپ‌دست در شرکت‌های فناوری اطلاعات تقریباً دوبرابر شرکت‌های غیر فناوری اطلاعات یا سنتی است.
افلاطون و ارسطو دو چهرهٔ نامدار چپ‌دست هستند.
بازآلدرین، ناپلئون، ژان دارک، هلن کلر، مرلین مونرو، ماری کوری، آلبرت اینیشتین، بیل گیتس، چارلی چاپلین، آیزاک نیوتن، لودویگ فان بتهوون، یوهان سباستیان باخ، میکل‌آنژ، پابلو پیکاسو، ویلیام شکسپیر، فریدریش نیچه، جرج مایکل، مهاتما گاندی، امینم، فیفتی سنت، آمیتاب باچان، تام کروز، رابرت دنیرو، نیکول کیدمن، تیم آلن، سارا جسیکا پارکر، آنتونی پرکینز، سیلوستر استالونه، آنجلینا جولی، لیدی گاگا، هانده ارچل، جیمی هندریکس، گونتر گراس، ژولیوس سزار، کانر مک‌گرگور،دوشان ولاهوویچ، کیانو ریوز، تیلور هیل، آنا کندریک و رافائل نادال، جاستین بیبر، نایل هوران، ادولف هیتلر،لبران جیمز، از چپ‌دست‌های سرشناس هستند.

### روسای جمهور آمریکا

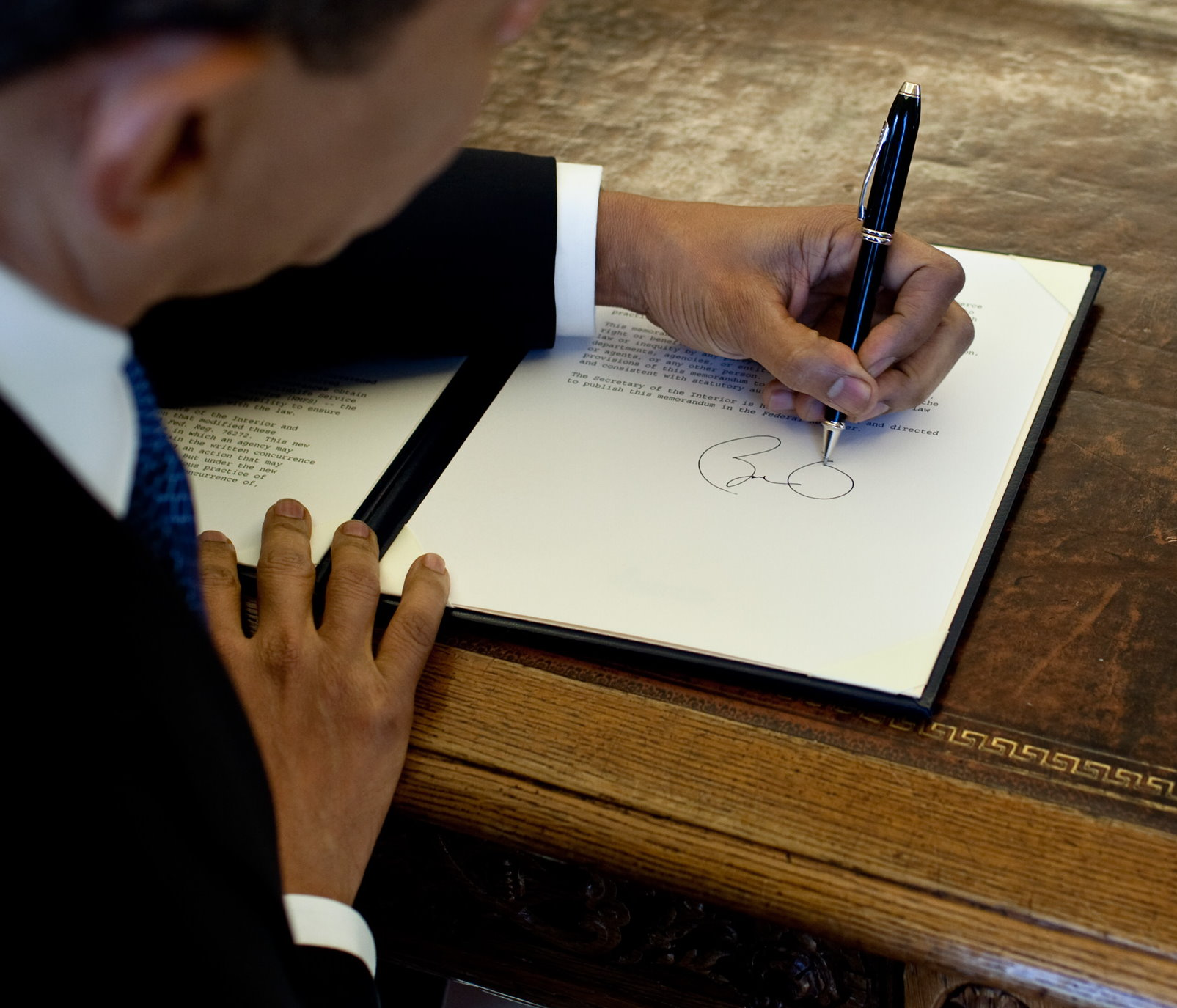
۴۴امین رئیس‌جمهور ایالات متحده آمریکا، باراک اوباما همانند چند رئیس‌جمهور پیشین ایالات متحده آمریکا، جرالد فورد، رونالد ریگان، جرج اچ. دابلیو بوش و بیل کلینتون چپ‌دست بود.

از میان رئیس‌جمهورهای ایالات متحده آمریکا، از میان هشت رئیس‌جمهور این کشور از جرالد فورد در ۱۹۷۴ تا کنون پنج تای آن‌ها چپ‌دست هستند و باراک اوباما پنجمین رئیس‌جمهور چپ‌دست این کشور است. از میان پنج رئیس‌جمهور آخر ایالات متحده، جرج بوش پسر و دونالد ترامپ چپ‌دست نیست.
- باراک اوباما، رئیس‌جمهور گذشته ایالات متحده آمریکا[نیازمند منبع]
- بیل کلینتون، چهل و دومین رئیس‌جمهور ایالات متحده آمریکا[نیازمند منبع]
- جرج بوش پدر، چهل و یکمین رئیس‌جمهور آمریکا[نیازمند منبع]
- ریگان، چهلمین رئیس‌جمهور آمریکا[نیازمند منبع]
- جرالد فورد، سی و هشتمین رئیس‌جمهور آمریکا[نیازمند منبع]

آیدان گلگر بازیگر و گیتاریست آمریکایی

### چپ‌دستان ایرانی
- گوگوش، فائقه آتشین معروف به گوگوش خواننده و هنرپیشه پرآوازه ایرانی[۱۰]
- رضاشاه پهلوی، بنیان‌گذار دودمان پهلوی[نیازمند منبع]
- شاهزاده رضا پهلوی، ولیعهد دودمان پهلوی
- ناصر فهیمی، پزشک متخصص و زندانی سیاسی
- محسن تنابنده، هنرپیشه، کارگردان و نویسنده ایرانی[نیازمند منبع]
- لاله اسکندری، هنرپیشه زن ایرانی[نیازمند منبع]
- مهران غفوریان، هنرپیشه و کمدین ایرانی[نیازمند منبع]
- فرهاد قائمی و صابر کاظمی، والیبالیست ایرانی و عضو تیم ملی والیبال مردان ایران[نیازمند منبع]
- نوشاد عالمیان، بازیکن تنیس روی میز ایرانی[نیازمند منبع]
- سید علی خامنه‌ای، رهبر جمهوری اسلامی ایران (ابتدا راست‌دست بود اما پس از حادثه‌ای که برای دست راستش به‌وجود آمد، به اجبار چپ‌دست شد)[۱۱]
- منصور جعفری ممقانی،خواننده ایرانی نیز از چپ دستان سرشناس است